# Gurupūrṇimā
Il Gurupūrṇimā (in sanscrito गुरु पूर्णिमा) è una festività celebrata il giorno di luna piena (pūrṇimā) del mese di Āṣāḍha del calendario hindu. Durante la festività si offrono pūjā agli insegnanti spirituali, i guru, che hanno compiuto un percorso di evoluzione o possono essere considerati uomini illuminati, pronti a condividere la loro saggezza con poco o quasi nessun ritorno economico, basandosi sul Karma Yoga. I guru sono considerati degli dei viventi nell'induismo sia quello indiano che in quello balinese. 
Il Gurupūrṇimā viene celebrato come una festa in Nepal, ma anche da coloro che sono di religione induista, buddista e giainista per reverire i loro insegnanti e/o capi spirituali ed esprimere loro gratitudine.
La festa si celebra nel giorno di luna piena del mese induista di Āṣāḍha (giugno-luglio) del calendario induista indiano e nepalese.

## Descrizione
Il giorno di Luna piena del mese di Āṣāḍha viene venerato come il "giorno del maestri" per diversi motivi:
- il 14º giorno del 5º mese del loro calendario induista è considerato il giorno del compleanno del leggendario guru Veda Vyasa, autore del poema epico del Mahabarata, di cui ne è anche un personaggio.

- questo stesso giorno venne scelto anche da Buddha per declamare il suo primo sermone[3]

## Osservanze
Molti fedeli digiunano durante il 1º giorno di Guru Purnima praticando vipassana e si cibano solo di frutta e yogurt per i restanti 4 giorni, la dieta seguita è strettamente vegetariana.
Nei templi del dio Krisna vengono offerti ai fedeli cestini di frutta e donati agli dei grandi vassoi di frutta e fiori profumati, come offerte votive.